# Toyota Prius c
Toyota Prius c – samochód osobowy klasy aut miejskich z napędem hybrydowym produkowany przez koncern Toyota w latach 2011 – 2019.

## Opis modelu

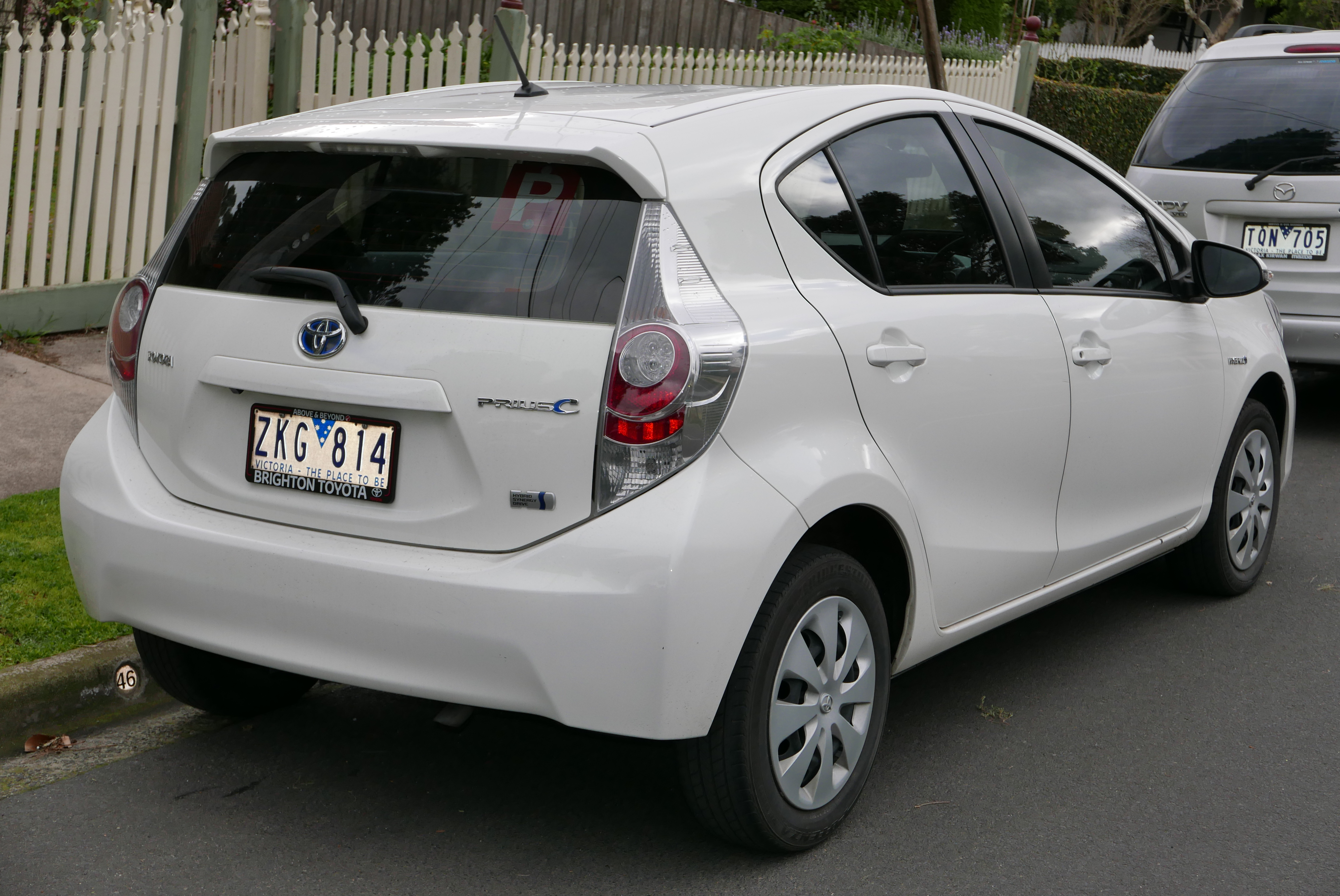
Toyota Prius c – tył przed liftingami

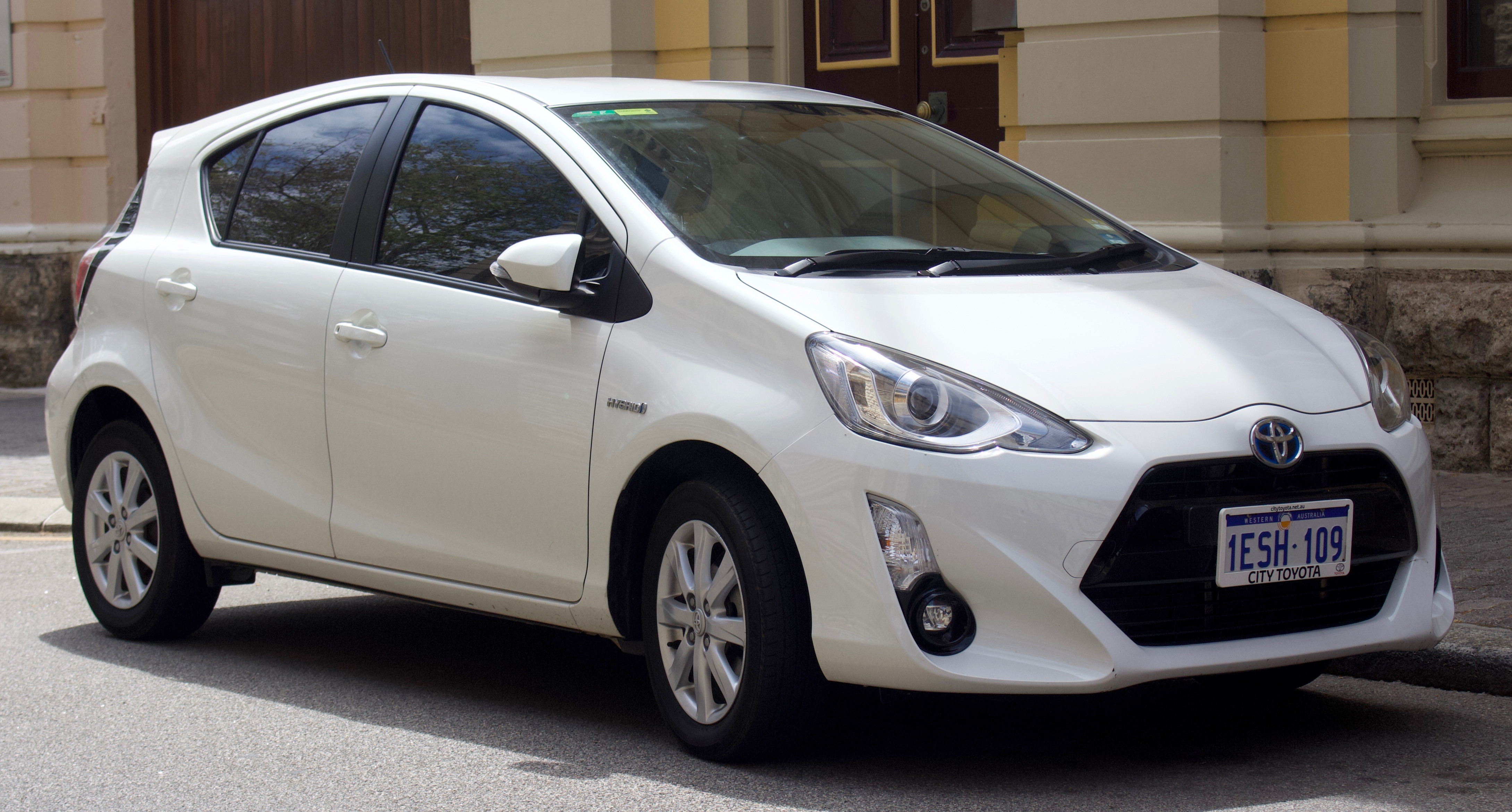
Toyota Prius c po pierwszym liftingu

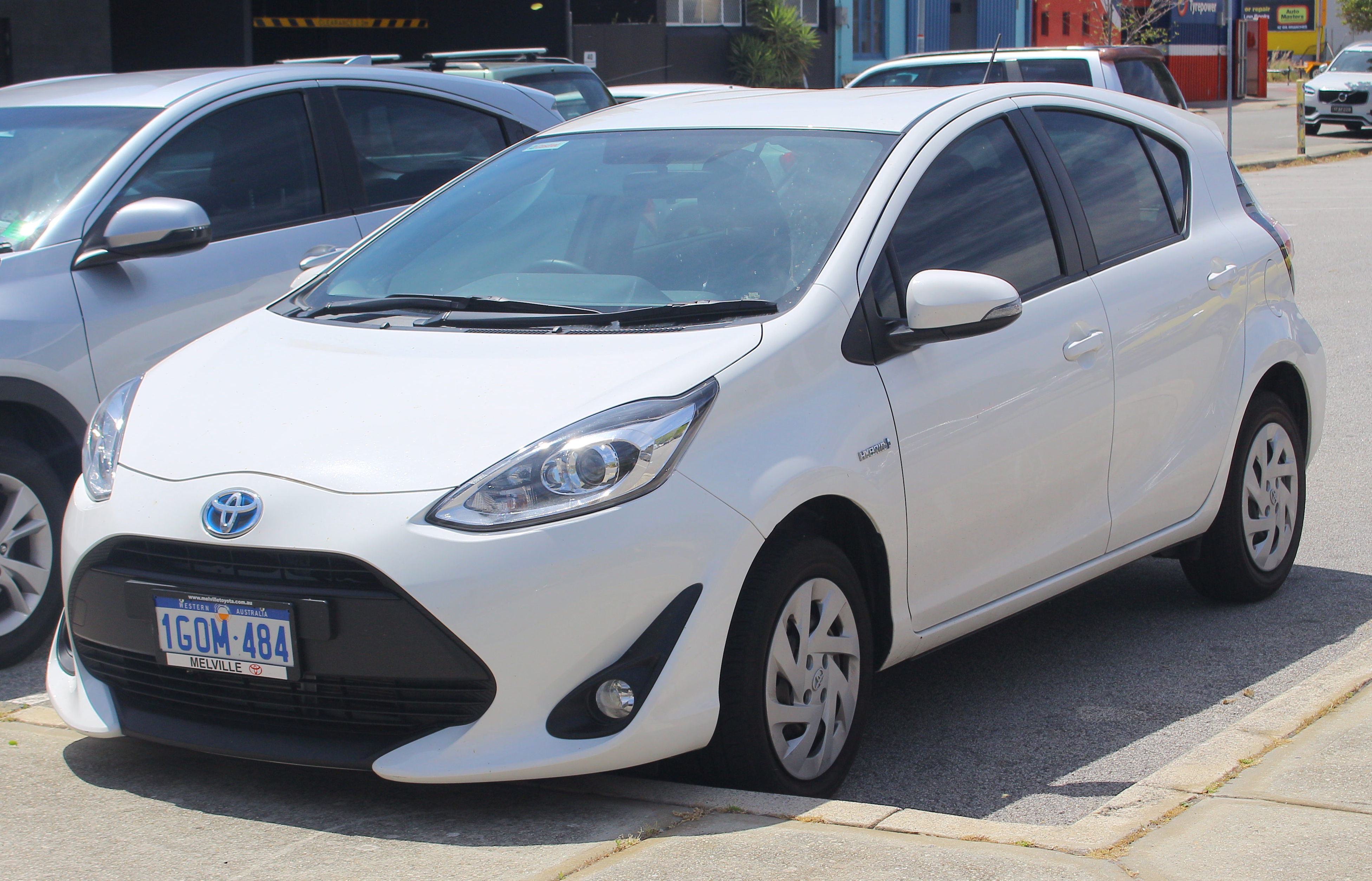
Toyota Prius c po drugim liftingu – wersja na rynek Azji i Australii

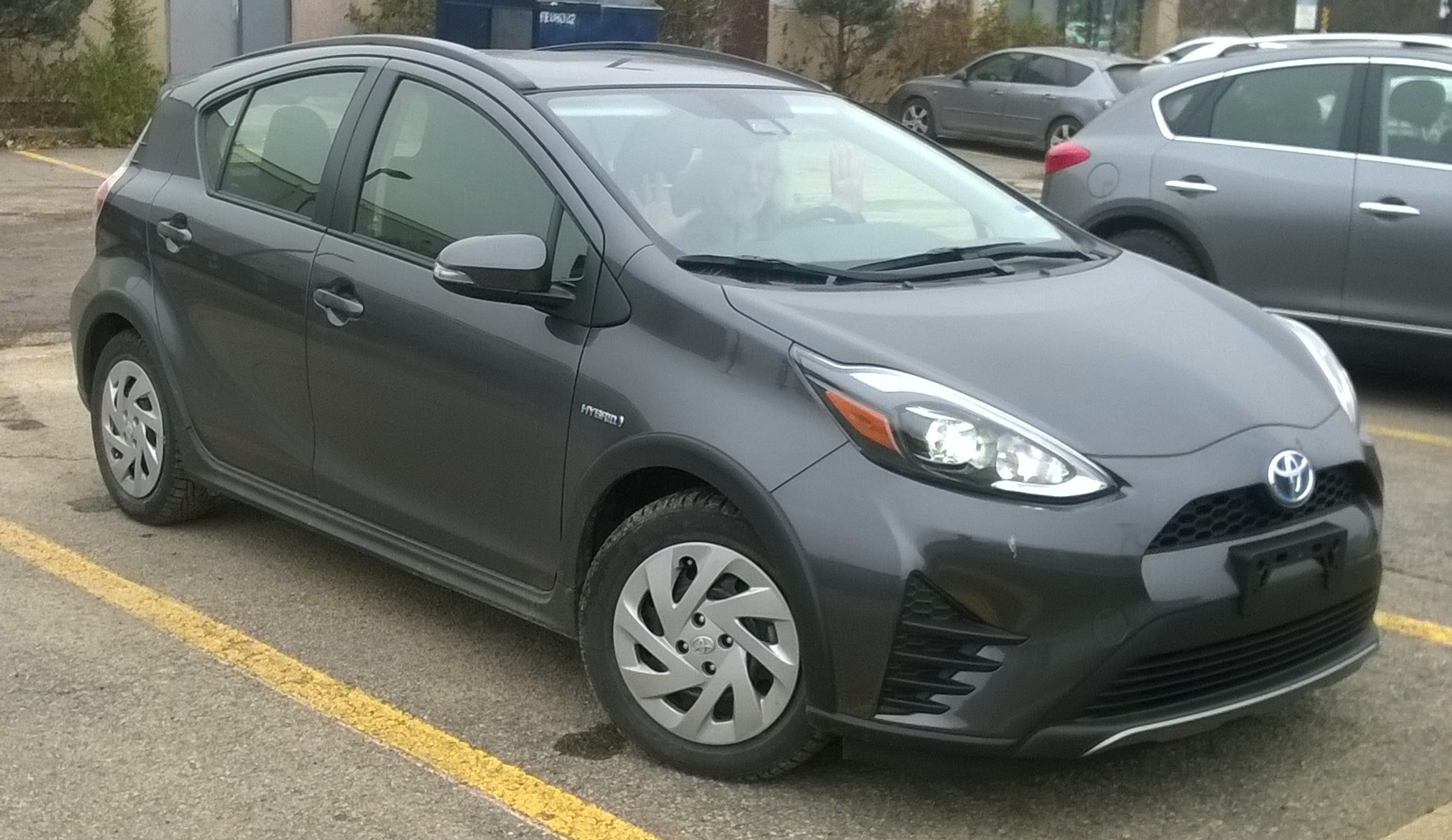
Toyota Prius c po drugim liftingu – wersja na rynek amerykański

Prius c wyposażony jest w motor benzynowy o pojemności 1,5 litra, wspomagany przez silnik elektryczny. Łączna moc układu wynosi 99 KM. Średnie spalanie samochodu to 3 litry benzyny na każde 100 km, natomiast w mieście auto może spalić nawet 4,7 l/100 km.
Do końca stycznia 2017 roku globalna sprzedaż Priusa c wyniosła 1,38 mln samochodów.
Produkcja Toyoty Prius c zakończy się w drugiej połowie 2019 roku, a samochód nie otrzyma bezpośredniego następcy. Miejsce Priusa c zajmie większa i nowocześniejsza, produkowana od 2019 roku najnowsza Toyota Corolla XII Hybrid.